# Nina Burri

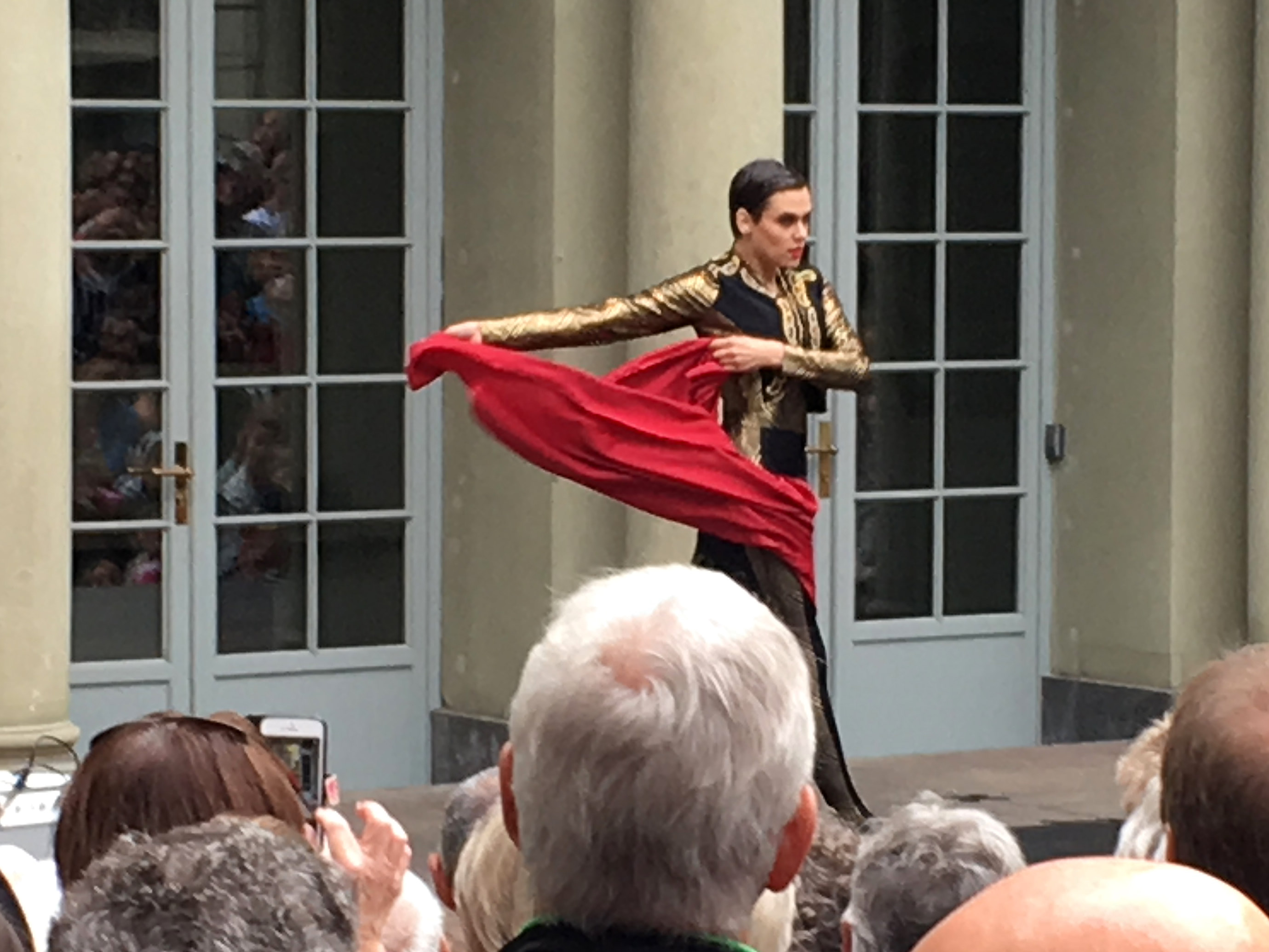
Nina Burri am Buskers Festival 2017 in Bern

Nina Burri (* 23. August 1977 in Bern, Schweiz) ist eine Schweizer Kontorsionistin und Balletttänzerin.

## Biografie
Nina Burri begann mit sechs Jahren Ballett zu tanzen. Zudem lernte sie modernen Tanz, Jazz- und Stepptanz und nahm Gesangs- und Schauspielunterricht.
Im Alter von 15 Jahren besuchte Burri die Ballettakademie in Basel und Graz. Ab 1995 besuchte sie die Staatliche Ballettschule Berlin. Dort schloss sie ihre Ausbildung 1998 mit dem Diplom als «Staatlich geprüfte Bühnentänzerin» ab. Mit 21 trat sie Maurice Béjarts «École-Atelier Rudra Béjart» in Lausanne bei. Zwei Jahre später verliess Burri die Schweiz und nahm eine Rolle als Balletttänzerin am Staatstheater Saarbrücken an.
Es folgten Engagements im «Bal du Moulin Rouge» in Paris sowie in Fernsehshows in Deutschland und der Schweiz. Auch in Shows in Israel, Berlin und Tokio trat Burri als Model auf.
Im Alter von 30 Jahren lernte sie Kontorsion an der «Beijing International Art School», der Akrobaten-Akademie der «China Acrobatic Troupe». Danach entwickelte sie ihre erste Choreographie, welche aus Kontorsion und Tanz bestand. Sie nahm an verschiedenen Zirkus-Wettbewerben teil. Kurz darauf erhielt sie auch ihren ersten Auftritt als Kontorsionistin.

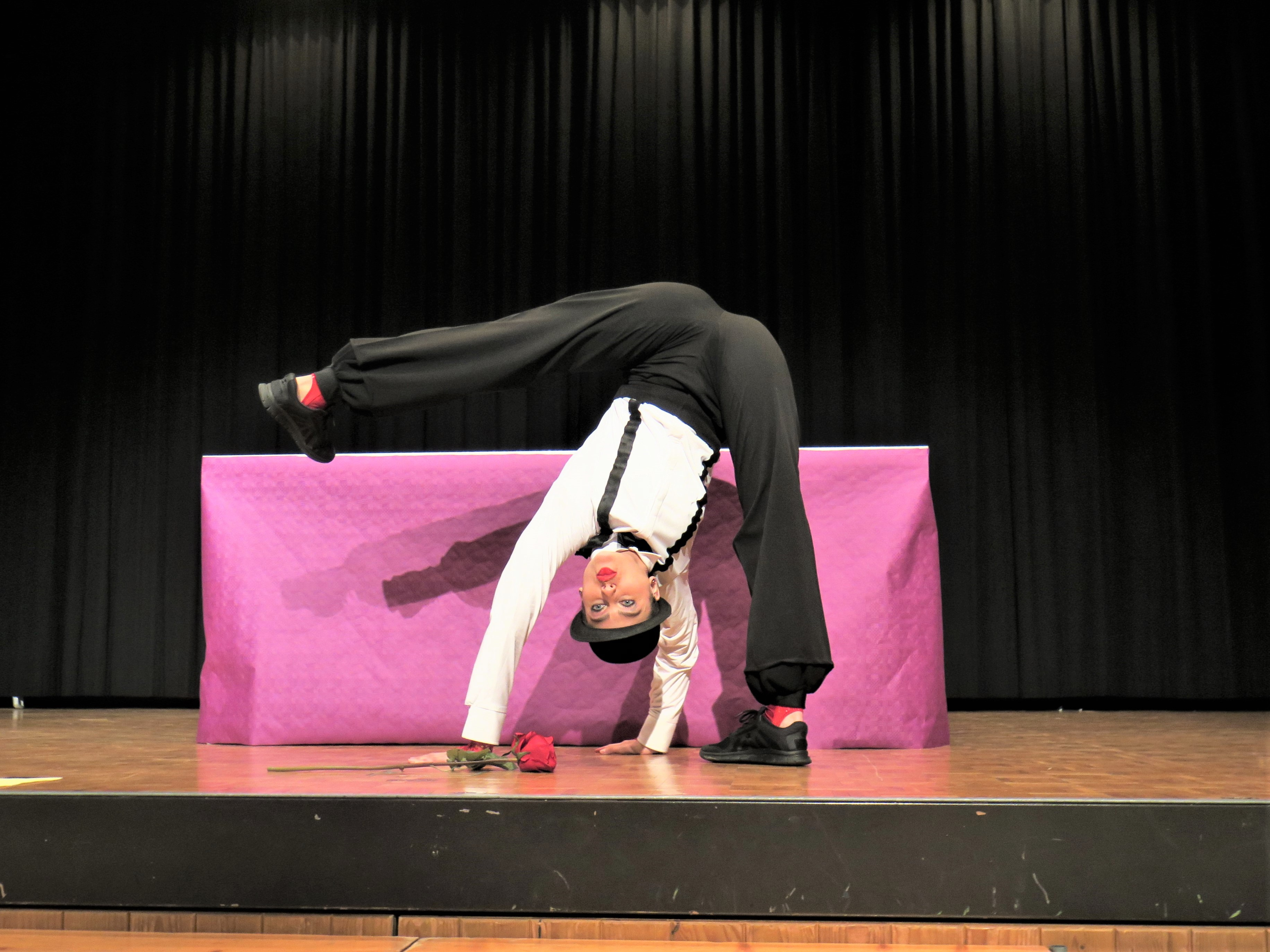
Die Kontorsionistin Nina Burri in ihrer Slapsticknummer bei einem Auftritt 2018

Ihre zweite Choreographie ist eine Hommage an James Bond und trägt den Namen Goldeneye. Die Choreographie führte sie in Variétés und Zirkus-Shows auf. 2009 gewann Nina Burri den Schweizer Wettbewerb «Kleiner Prix Walo». 2011 wurde sie Zweite in der Show Die grössten Schweizer Talente und Finalistin im französischen Format der Show La France a un Incroyable Talent. Als Schauspielerin ist sie unter anderem im 2011 gedrehten Actionfilm Ariadne 2050 zu sehen.
Als Model hat Nina Burri, unter anderem, mit dem Fotografen Peter Lindbergh für die deutsche Vogue zusammengearbeitet. 2013 tourte Nina Burri mit dem Schweizer National-Circus Knie. Kurz darauf begleitete sie DJ BoBo auf Tour als Hauptcharakter seiner Show «Circus».
2014 war sie Finalistin bei der NBC-Casting-Show America’s Got Talent.
2021 erhielt sie auf der Artistika, einem Akrobatik-Festival, aufgezeichnet im Theater La Poste in Visp (Wallis), den Preis für ihr Lebenswerk.
2022 gab Nina Burri im SRF bekannt, ihre Karriere als Kontorsionistin Ende 2023 beenden zu wollen.

## Kontorsionistin
Festivals und Wettbewerbe
- Young Stage, International Circus Festival Basel, 2012 und 2015: Jury Member
- America’s Got Talent, USA, 2014: Finalistin
- Internationales Zirkusfestival von Monte-Carlo, Monaco 2013: Kommentator für SRF1
- La France a un Incroyable Talent, France 2011: Finalistin bei «France’s Got Talent»
- International Contortion Convention, Las Vegas, USA 2011
- Die grössten Schweizer Talente, Schweiz 2011: Zweiter Platz
- KulturPur, Hilchenbach, Schweiz 2010
- Kleiner Prix Walo, Birr, Schweiz 2009: Gewinner der Kategorie «Special Act»
- Newcomer Festival Leipzig, Deutschland 2009: Gewinner des Preises «Etcetera Varieté Bochum»[9]

Fernsehshows
- America’s Got Talent, 2014: Finalistin, NBC
- Lifestyle, Homestory, 2011/2012/2014: Tele Züri
- Les Coups de Cœur d’Alain Morisod, 2012: TSR
- La France a un Incroyable Talent, 2011: Finalistin, M6
- Interviews für diverse Schweizer Sender 2011/2012
- Benissimo, Contortion-Showact, 2011: SRF1
- Die grössten Schweizer Talente, 2011: Finalistin, SRF1
- Miss Earth Schweiz, 2010: Star TV
- 36. Prix Walo, 2010: Star TV
- ZDF-Fernsehgarten, German Showballett Berlin, 2008: ZDF

Variété-Shows, Kabarett und Zirkus
- Cabaret Colmarien, Foire Colmar FR, August 2015
- LIO Ibiza ES, Showact, 2014 and 2015
- The Box NYC USA, Showact, Sept. / Oktober 2014
- DJ BoBo Tour 2014 D/CH, „Circus“, Nov. 2013 / Mai 2014[10]
- Swiss National-Circus Knie, Saison 2013
- The Swisstalent FAQoustic Show, Tour 2012, Special Guest
- Moulin Rouge Paris FR, Showact, März 2011[11]
- Pegasus Varieté Bensheim D, 2009 and 2011
- Swisschristmas Productions, Zürich Schweiz, Nov./Dez. 2010
- Seelax Varieté, Freudenhaus, Bregenz AT, Mai 2010
- Oddities and Curiosities, D/B, März 2010
- Palazzo Colombino,[12] Freiburg D, Nov./Dez. 2009
- Eclettico on Tour (Duo Fullhouse), Schweiz, 2009
- Casino Lisboa, Portugal, 2009
- Vienna-Marrakech Spectacle Music Show, Eilat IL, 2008

## Filmografie und Bücher
- Fastbreak «Ariadne 2050»
- Peter Lindbergh “On Street” (several books and exhibitions)
- Richard A.Egli “Don’t Look”
- Moulin Rouge “Instants Volés”
- Riccardo Cavallari “Strike Your Balance”
- Hintmag “Metamorphosis”
- Christina Blum “Body”